# Christy O'Connor sr.
Christy O'Connor sr. (Galway, 21 december 1924 – Dublin, 14 mei 2016) was een Ierse golfprofessional. Hij was een neef van Christy O'Connor jr.

## Professional
O'Connor werd in 1946 professional en speelde vooral op de Britse Tour. Hij won zijn eerste grote toernooi pas in 1955, en was die week de eerste speler die zoveel prijzengeld won. Vanaf dat moment won hij vijftien jaar lang ieder jaar minimaal één toernooi en stond hij altijd in de top-10 van de Britse Order of Merit.
Hij speelde tien keer achter elkaar de Ryder Cup, een record in die tijd totdat Nick Faldo het record in 1997 verbrak. Hij speelde 36 partijen, ook een record.
Toen hij in 1970 de John Player Classic won, verdiende hij £25,000, wat toen de hoogste prijs ooit was, en vijf keer zoveel als de winnaar van het Brits Open. Toch won hij dat jaar niet de Order of Merit, omdat die toen nog op een puntenstelsel was gebaseerd.
Hij heeft nooit het Brits Open gewonnen, maar is wel zeven keer in de top-6 geëindigd. In 1958 had hij de kans om in de play-off te komen door een par op de laatste hole te maken, maar miste zijn putt. David Thomas won de play-off vervolgens van Peter Thomson.
In 2005 werd hij benoemd tot erelid van de Europese Tour. In 2009 werd hij in de World Golf Hall of Fame opgenomen.

#### Gewonnen
O'Connor won o.a. tienmaal het PGA Kampioenschap in Ierland. De laatste keer was in 1978, toen hij 53 jaar was.

In 1960 en 1961 won hij de Vardon Trophy omdat hij aan de top stond van de Britse Order of Merit.
Voor de Britse Order of Merit telden de volgende overwinningen:
- 1955: Swallow-Penfold Tournament
- 1956: British Masters, Spalding Tournament
- 1957: News of the World Match Play
- 1959: Daks Tournament, British Masters
- 1960: Ballantine Tournament, Irish Hospitals Tournament
- 1961: Carling Caledonian Tournament
- 1962: Irish Hospitals Tournament
- 1963: Martini International (eerste plaats gedeeld met Neil Coles)
- 1964: Carroll's International, Martini International, Jeyes Tournament
- 1965: Senior Service Tournament
- 1966: Carroll's International, Gallaher Ulster Open
- 1967: Carroll's International
- 1968: Gallaher Ulster Open, Alcan International
- 1969: Gallaher Ulster Open
- 1970: Bowmaker Pro-Am, John Player Classic op Hollinwell
- 1972: Carroll's International

#### Teams
- Ryder Cup: 1955, 1957, 1959, 1961, 1963, 1965, 1967, 1969, 1971, 1973 en 1975
- World Cup: 15x, waaronder de overwinning in 1958 met Harry Bradshaw

## Seniors
- 1976: PGA Seniors Championship, World Senior Championship
- 1977: PGA Seniors Championship, World Senior Championship
- 1979: PGA Seniors Championship
- 1981: PGA Seniors Championship
- 1982: PGA Seniors Championship
- 1983: PGA Seniors Championship